# 森春樹
森 春樹（もりはるき、1771年（明和8年） - 1834年（天保5年））は、江戸時代の国学者。幼名は善次郎、雅号は仁里、春樹は諱である。父は森五石。『日田郡志』『玖珠郡志』『造領記』『亀山鈔』『豊西説話』等の著書を残している。
豊後国日田郡隈町（現在の大分県日田市隈）紺屋町の商家鍋屋森伊左エ門（雅号は五石）の長男として生まれた。1803年（享和3年）、33歳のころに伊左エ門を襲名して家督を継ぐ。1807年（文化4年）弟の森永昇に家督を譲り、隠宅を構えて別居し、創作・執筆活動を行った。1834年（天保5年旧暦8月30日）64歳で悠然亭にて死去した。
鍋屋森家（マルサン）は日隈城主毛利高政の家臣であった森三吉郎の末裔で、江戸時代後期には製蝋業を経営する商家であった。はじめ仲介業を行っていたが、18世紀後半ごろから仲介業が衰退して文化文政のころに経営難に陥っていた。そこで経営を任されていた森甚三郎（春樹の弟）は京屋山田小次郎（隈町札ノ辻付近）の勧めで製蝋業を始め、1846年（弘化3年）には経営再建に成功し、さらに製蝋業経営の分野では九州最大級の規模にまでなった。春樹の父森五石（1747年 - 1822年）は、俳諧や狂歌、絵等を嗜む文化人で、春樹とともに頼山陽や田能村竹田と親交があった。
1797年（文政9年）、春樹29歳のころ仕事で竹田を訪れた際に岡藩の儒学者唐橋君山に面会したとき、豊後国の地誌編纂に伴い日田玖珠地方の歴史について編纂したのを書いてくるように依頼され、『豊西記』『日田志』を元に『日田郡志』と『玖珠郡志』を編纂して君山に贈った。この後、君山は『豊後国志』を編纂、1804年（享和4年）幕府に納められた。その後、1830年（文政13年（天保元年））に『亀山鈔』を執筆したが、ともに執筆した『造領記』とともに熊本藩の長瀬眞幸に貸し出していたときに中津藩の渡邊上野介重名へと又貸しされ、さらに渡邊の門人によって渡邊の蔵書とともに盗まれて紛失し、手元に残してあった原稿を元に再稿したことが『亀山鈔』の序文に記されている。